# Fernande Peyrot
Fernande Peyrot (* 21. November 1888 in Genf; † 10. März 1978 ebenda) war eine Schweizer Komponistin, Dirigentin und Musikdozentin.

## Leben
Fernande Peyrot wurde als Tochter von Edouard Jean Laurent und Jeanne-Henriette, geb. Bonna, geboren. Sie war am Genfer Musikkonservatorium Schülerin von Ernest Bloch und Émile Jaques-Dalcroze. 1916 erhielt sie das Diplom für Rhythmik und für den Unterricht nach der Methode von Jacques-Dalcroze, an dessen Institut sie ab Gründung lehrte.
1919 zog sie nach Paris um, wo sie an der École de Rhythmique de Vaugirard unterrichtete und ihre Studien an der École normale de musique de Paris vertiefte und mit André Gédalge und Paul Dukas arbeitete – um 1920 wieder an das Institut Jacques-Dalcroze zurückzukehren. Ab da widmete sie sich ihren Kompositionen und unterrichtete ausserdem zeitweise am Genfer Musikkonservatorium Harmonie. Sie blieb ihr Leben lang ledig.

## Werk und Auszeichnungen
Peyrot legte ein umfangreiches Werk vor, das sowohl aus Kammermusik und Orchesterwerken besteht wie aus Vokalmusik (a cappella und instrumentiert). Drei Bühnenwerke und zwei Schallplatten-Aufnahmen runden ihr Œuvre ab.
Am internationalen Komponistenwettbewerb in Basel erhielt sie 1950 für ihre beiden Trios für Frauenstimme und Harfe einen Preis.
1958 erhielt sie den Auftrag, ein Werk für die Eröffnung der SAFFA in Zürich zu schreiben. Das Stück Intrada wurde in Wasserkirch durch ein komplett aus Musikerinnen bestehendes Orchester im Beisein von Mitgliedern des Bundesrates uraufgeführt.
In 1961 wurde erneut ein Trio von ihr prämiert, nämlich beim zweiten Komponistenwettbewerb in Mannheim für ein Trio für Flöte, Violine und Cello.
Ausgewählte Beispiele:
- 1917 eine 25-minütige Messe für gemischten Chor, klein oder gross besetztes Orchester und Orgel
- 1949 La petite sirène, Werk für Tänzer, Chor und Orchester, ausgestrahlt vom Studio Genf der Société Suisse de Radiodiffusion in der Rubrik neue, zeitgenössische Werke[1]
- 1953 Suite pour cordes, Werk für Streichorchester
- 1958 Jingle für die SAFFA für 2 Trompeten und Trombone sowie die Auftragskomposition für 2 Flöten und Streichorchester